# Last of the Ninth
Last of the Ninth est un pilote qui était prévu pour une série télévisée, créée et produite par David Milch pour HBO lors de la saison 2008-2009, qui n'a pas été retenue. Le pilote a été ensuite diffusé comme un téléfilm.

## Synopsis
La série devait traiter du problème de la corruption au sein du NYPD dans le New York des années 1970.

## Distribution
- Ray Winstone : John Giglio
- Lily Rabe : Mary Byrne
- Michael Raymond-James : Tommy « Babyface » Leone
- Kevin Rankin : Slick Rick
- Brian Geraghty : Timmy Adams
- Raphael Sbarge : Allan Wells
- Chance Kelly : Mike McCarthy
- Fredric Lehne : Riley
- Michael Gaston : lieutenant John « the rug » White
- Jonah Lotan (en) : Joe Dalton
- Clifton Powell : détective

## Production
Le projet a été présenté en octobre 2005 mais a été mis de côté afin de mettre John from Cincinnati en priorité. Un pilote a été commandé en janvier 2008 et Carl Franklin a été désigné pour réaliser le pilote.
Les rôles ont été attribués dans cet ordre : Ray Winstone et Jonah Lotan, Michael Gaston, Lily Rabe, Michael Raymond-James, Fredric Lehne et Clifton Powell.
Le 18 décembre 2008, HBO n'a pas retenu le projet pour une série.